# Ioan Bernardino Fuscano
Ioan Bernardino Fuscano (Montefusco, ... – ...; fl. XVI secolo) è stato un poeta italiano.

## Vita
Della vita di questo poeta minore del Cinquecento si hanno poche notizie. Nel 1524, come registrato in un atto notarile presso l'Abbazia di Montevergine, compra un castagneto di 50 moggi in Ceppaloni per 40 ducati.
Intimo conoscente di casa Carafa, nobile famiglia di origine napoletana, confidente e amico affezionato di quel Gian Pietro Carafa vescovo di Chieti, che sarà poi eletto cardinale nel 1536 e quindi papa nel 1555 col nome di Paolo IV, comincia nel 1524 la sua attività di portatore di lettere al servizio di costui.
«Ognhor ramingo», Fuscano viaggiò così soprattutto fra Napoli, Roma e Venezia. Fra le altre, a Napoli gestiva le missive di Suor Maria Carafa, sorella di Gian Pietro, presso il Monastero della Sapienza (da lei stessa fondato), monastero del quale svolgeva, sempre per conto del futuro papa, anche una funzione di supervisione.
Fuscano fu al fianco della famiglia Carafa e di Gaetano di Thiene anche nella fondazione dell'Ordine dei Chierici Regolari, confraternita all'insegna di una vita religiosa semplice, severa e ispirata ai principi evangelici. Dopo il sacco di Roma del 1527, i chierici avevano trovato rifugio a Venezia: si spiegano così i suoi viaggi in questa città.
Si hanno notizie del suo impegno al servizio dei Carafa fino al 5 giugno 1546, quando il futuro Paolo IV gli scrive per inviarlo a Napoli affinché riscuota una somma presso la Regia Corte. È questa anche l'ultima testimonianza sulla vita di Ioan Bernardino Fuscano.

## Poetica
Nei suoi numerosi viaggi, Fuscano frequentò i circoli culturali della corte papalina, ma anche quello ischitano della poetessa Vittoria Colonna e di Costanza d'Avalos, principessa di Francavilla. Nella poetica, Fuscano si ispirò soprattutto a Petrarca e Dante.
In epoca moderna, a interessarsi di lui fu Benedetto Croce, apprezzandone l'amorevole interesse per Napoli, sua città di adozione. Il letterato presentò il suo studio su Fuscano nelle pagine del periodico Napoli nobilissima.
Nell'opera più nota del poeta, Stanze sovra la bellezza di Napoli, edita nel 1531, il poeta immagina il viaggio del protagonista, Philologo, nei siti della città guidato da tal Alpitio, viaggio a metà fra la realtà e la fantasia. Il poema, in ottave, è suddiviso in due canti, con inclusioni di canzoni e madrigali, e terminato da una parte in prosa.

## Opere
- Testura sopra Mai non vo' più cantar come i soleva, Lodovico Vicentino et Lautitio Perusino, Roma, 1524. (L'opera è risalente al 1521)
- Deploratoria in la morte, de la Illustriss. S. Donna Elvira de' Cordova Duchessa di Sessa, Lodovico Vicentino et Lautitio Perusino, Roma, 1524.
- Stanze sovra la bellezza di Napoli, Antonio Blado de Asola, Roma, 1531.
- Paraphrasi nel quinquagesimo psalmo, Canzer, Napoli, 1532.